# T-80
T-80はソビエト連邦で開発された主力戦車である。

## 概要
本車はT-64をベースに開発され、T-72とほぼ同時期の1975年より生産が開始された。ソビエト連邦において実戦配備された戦車としては技術的に最も高度な車両であり、高出力なガスタービンエンジンによる機動力、125mm滑腔砲と高性能な射撃管制装置、砲発射型ミサイルによる攻撃力、複合装甲と爆発反応装甲、低い車高による防御力を兼ね備える。
本車の配備は東ドイツに駐留していたドイツ駐留ソ連軍など、NATO軍と対峙する精鋭部隊に対して集中的に行われた。専用の輸出型が開発され、同盟国や友好国に対して積極的に輸出・供与されたT-72と異なり、ソ連崩壊以前の配備先はソ連軍に限定されていた。総生産台数は6,000両程度とされ、ライセンス生産も含めて30,000両程度が生産されたとされるT-72と比べ少ない。ソ連崩壊後はロシアやウクライナからいくつかの国に輸出されている。
本車において開発された技術は後にT-72の改修型に転用され、それをベースとした第3世代主力戦車であるT-90の開発にもつながった。
2023年時点で、ロシアはウクライナ侵攻により損耗した戦車を補充するため、旧式のT-80シリーズの再生産を検討している。

## 開発
ソビエト連邦では1960年代半ばより、いくつかの設計局において戦車にガスタービンエンジンを搭載する研究開発がなされていたが、T-64をベースとした車両に搭載することで、実用的な車両として完成させたものが本車である。開発はレニングラード・キーロフ工場（ЛКЗ、LKZ）内のSKB-2設計局で行われた。搭載するエンジンは航空機のジェットエンジンなどを開発していたクリーモフ設計局が開発した。最初の試作車両である「オブイェークト219 SP1（Объект 219 сп 1 ）」はT-64AにGTD-1000Tガスタービンエンジンを搭載した改造車両であった。改修を経て1975年よりT-80としてソビエト連邦軍採用され、1976年から生産が開始された。
初期型のT-80は光学式ステレオレンジファインダーを搭載するなど車両の大部分がT-64Aの流用であり、ガスタービンエンジンと足回り以外には際立った点がなかった。そのため1978年からは装備全般にわたって大幅な改良がなされたT-80B（Т-80Б）に生産が切り替えられた。T-80Bはレーザーレンジファインダーとデジタルコンピュータによる高性能な射撃管制装置、主砲からミサイルを発射できる9К112-1 「コブラ」ミサイル発射システムを備える。
エンジンも出力が1,100馬力に強化され信頼性が改善されたGTD-1000TF（ГТД-1000ТФ）に変更された。
1985年にはさらなる改良型であるT-80U（Т-80У）の生産が開始された。改良された射撃管制装置、新型の9К119「レフレークス」ミサイル発射システムに加え、車長用全周視察装置から主砲を照準・発射できるようになり、攻撃力が向上している。
その後エンジンはさらに高出力なGTD-1250（ГТД-1250）に変更された。

## 設計

### 火力

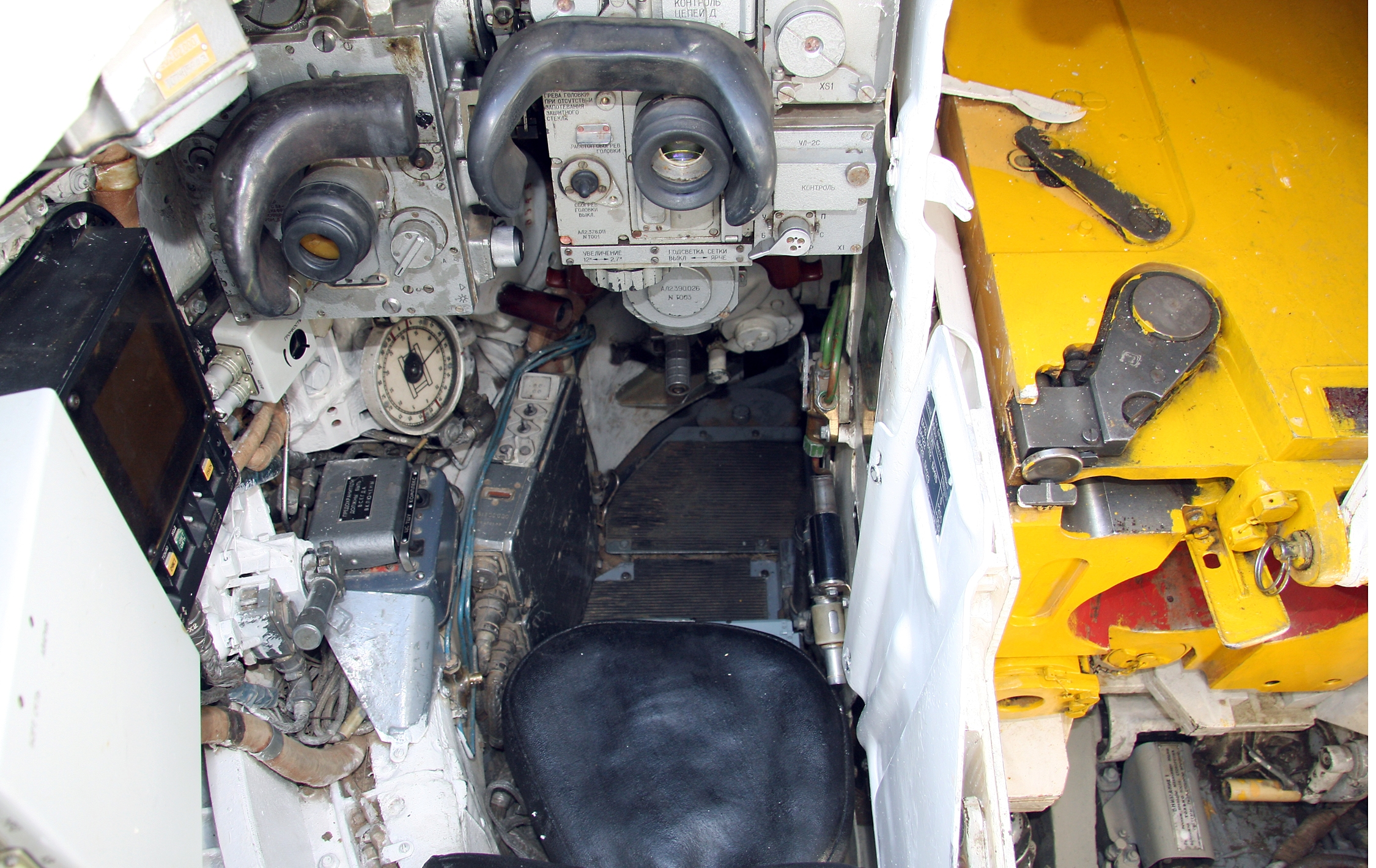
T-80Uの砲手席
主砲閉鎖器（黄色いブロック）の左側に隣接する。自動装填装置により腰下のスペースが狭い

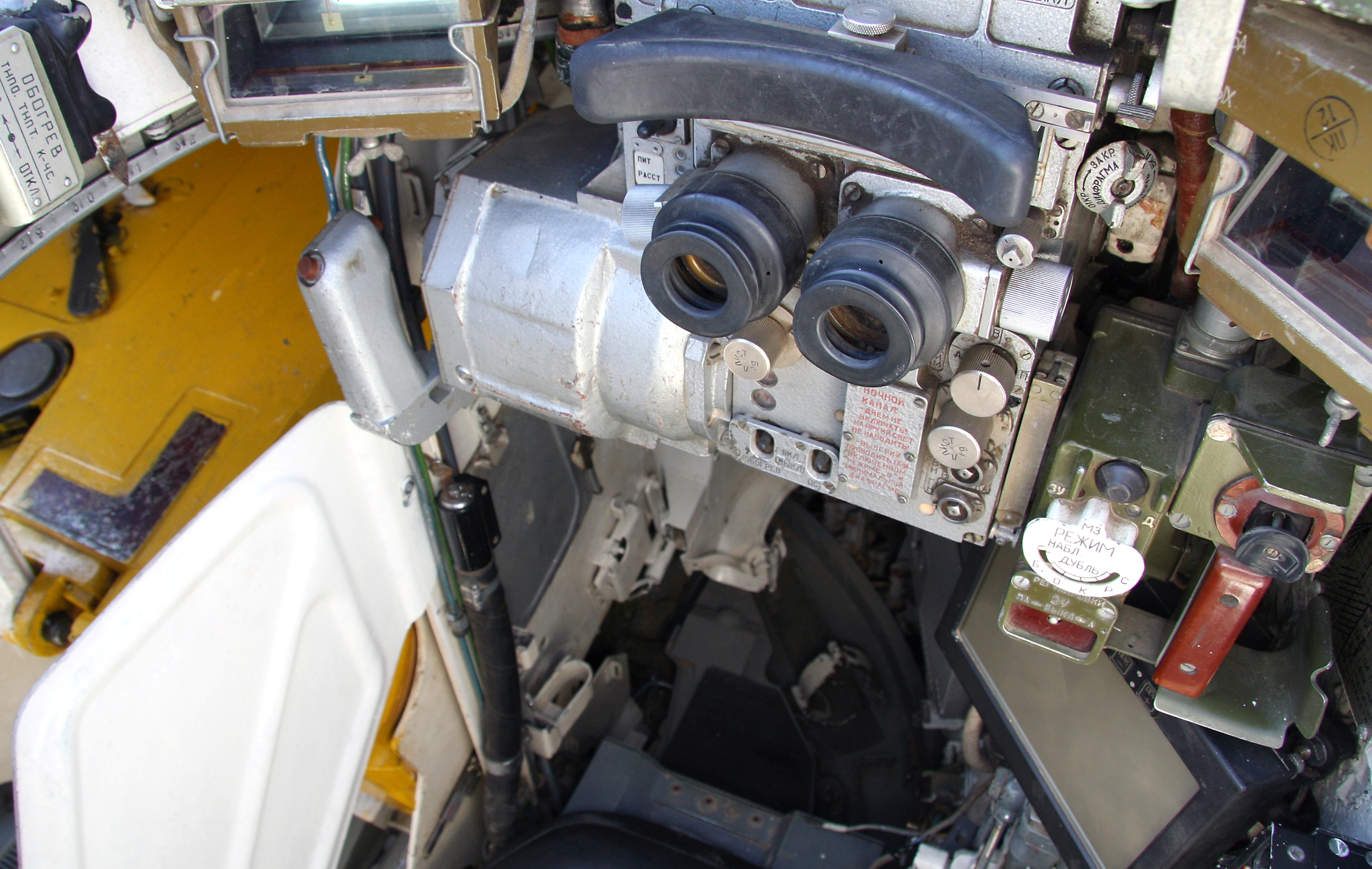
T-80Uの車長席

主砲は D-81TM 125 mm滑腔砲（GRAUコード：2A46M-1）で、西側の120mm/L44滑腔砲と比較しても遜色ない威力とされる。T-72の主砲と同系列であり、威力は同等である。最新型のT-80BVMは主砲を「スヴィネッツ-1/2」APFSDS弾に対応した2A46M-4に換装しており、火力を向上させている。
最初期に生産された車両はT-64Aと同じ光学式ステレオレンジファインダーを備えていたが、T-80B以降の改修型はレーザーレンジファインダーとデジタルコンピュータを組み合わせた射撃管制装置を搭載する。この射撃管制装置は測遠器からの距離情報に加えて、測距地点からの自車の移動距離、目標の移動速度、風力計で測定した横風の強さ、気温などの情報から必要な見越し角を計算し、レティクルに自動的に反映するものである。開発された当時としては非常に高度な装置であり、T-72に搭載されたものより格段に高性能である。
T-80Uからは車長用全周視察装置から主砲の照準、発射が行えるようになった。この装置によりハンターキラー能力が大幅に向上した。
暗視装置はアクティブ・パッシブ兼用の赤外線暗視装置で、星明りでの有効視認距離は850mとされる。T-72が装備するものの約2倍の有効視認距離をもつが、同時代最新の西側戦車と比較するとやや劣る性能である。T-72と同様に、暗視装置の性能を補う目的で主砲脇に「ルナ」赤外線投光器を備えている。ソ連においても熱線映像装置の開発が行われていたが技術やコストに課題があり、「Agava2」熱線映像装置が一部のT-80UK（指揮戦車型）に搭載されたにとどまる。
T-80Bからは9K112-1「コブラ」ミサイル発射装置を備え、主砲からミサイルを発射できる。本装置は無線誘導方式であったが、T-80BVからはレーザー・ビームライディング方式の9K119「レフレークス」に変更された。9K119から発射される9M119M「インバル」対戦車ミサイルは有効射程5000mで、主砲の射程を超える距離で敵と交戦できる。
砲塔直下に回転式自動装填装置を備える。本装置は水平にした弾頭を円形に並べ、その周囲に垂直に立てた装薬筒を配置する形式である。T-64と同じタイプで、装薬筒も弾頭の上に水平に配置するT-72やT-90とは形式が異なる。弾頭と装薬筒が90度折れ曲がる1枚のトレーに載っているため1回の動作で装填が完了し、それぞれ分けて押し込むT-72と比べ動作が高速である。SNS等で公開されているものでは概ね⒍5秒程で装填を完了させている。一方で立てた装薬筒が砲塔バスケットを取り囲んでいるため、砲塔の乗員は腰下のスペースが狭い。加えて装填機構の信頼性もT-72系列のものと比べ信頼性が低いと見られる。

### 装甲

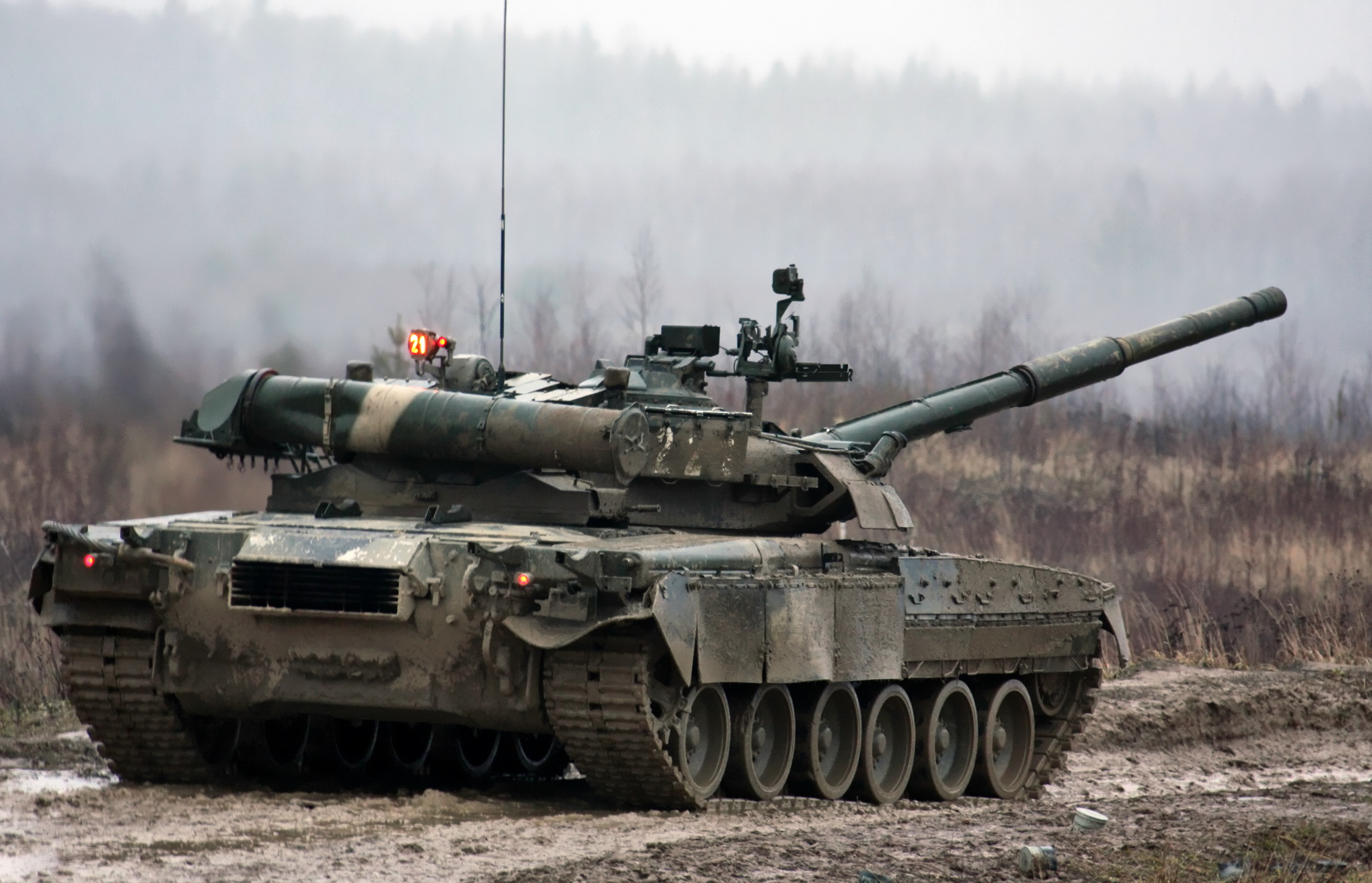
T-80Uのコンタークト5
スカートが取り付けられているのがわかる

複合装甲を採用しており、防御力は同じく複合装甲を採用した本国仕様のT-72と同等とされる。T-80Bの改修型であるT-80BVからはHEAT弾に有効な「コンタークト1」、T-80Uからは爆発反応装甲に「コンタークト5」を装備する。爆発反応装甲は一般的にHEAT弾やHESH弾などの化学弾に対して有効であるが、このコンタークト5は、APFSDSに対しても有効である。T-80の装備するコンタークト5は砲塔側の下半分にスカートが取り付けられているため、砲塔が特徴的な「ホタテ貝型」になっていない。最新型のT-80BVMでは爆発反応装甲を新型の「レリークト」に更新しており、防御力を一層向上させている。

### 機関
高出力なガスタービンエンジンを搭載しており、初期型のGTD-1000Tで1,000馬力、T-80BのGTD-1100TFで1,100馬力、T-80UのGTD-1250は1,250馬力を発揮する。出力だけでなく、改修されるごとに信頼性や燃費も向上している。アメリカのM1エイブラムスが装備するハネウェル AGT1500エンジン（1,500馬力）より出力で劣るが、本車は初期型で42t、T-80Uで46tと軽量であるため、同等以上のパワーウェイトレシオをもつ。このガスタービンエンジンにより走行時にはジェット機に似た甲高いエンジン音を発する。
本車のトランスミッションは遊星歯車機構によるマニュアルトランスミッションであり、操縦も左右の履帯を2本のレバーで操作するもので、先進的なエンジンと比べ古典的である。

## 比較
|          | T-14                                      | T-90                                      | T-80U                                                       | T-80                               |
| -------- | ----------------------------------------- | ----------------------------------------- | ----------------------------------------------------------- | ---------------------------------- |
| 画像     |                                           |                                           |                                                             |                                    |
| 世代     | 第3.5世代                                 | 第3世代                                   | 第3世代                                                     | 第3世代                            |
| 全長     | 10.8 m                                    | 9.53 m                                    | 9.55 m                                                      | 9.55 m                             |
| 全幅     | 3.5 m                                     | 3.78 m                                    | 3.6 m                                                       | 3.6 m                              |
| 全高     | 3.3 m                                     | 2.23 m                                    | 2.2 m                                                       | 2.2 m                              |
| 重量     | 55 t                                      | 46.5 t                                    | 46 t                                                        | 42.5 t                             |
| 主砲     | 2A82-1M 125mm滑腔砲                       | 2A46M/2A46M-5 51口径125mm滑腔砲           | 2A46M-1/2A46M-4 51口径125mm滑腔砲                           | 2A46M-1/2A46M-4 51口径125mm滑腔砲  |
| 装甲     | 複合+爆発反応+ケージ （外装式モジュール） | 複合+爆発反応+ケージ （外装式モジュール） | 複合+爆発反応 （外装式モジュール）                          | 複合+爆発反応 （外装式モジュール） |
| エンジン | 液冷4ストローク X型12気筒ディーゼル       | 液冷4ストローク V型12気筒ディーゼル       | ガスタービン or 液冷2ストローク 対向ピストン6気筒ディーゼル | ガスタービン                       |
| 最大出力 | 1,350 - 2,000 hp                          | 840 - 1,130 hp                            | 1,000 - 1,250 hp                                            | 1,000 - 1,250 hp                   |
| 最高速度 | 80 – 90 km/h                              | 65 km/h                                   | 70 km/h                                                     | 70 km/h                            |
| 懸架方式 | 不明                                      | トーションバー                            | トーションバー                                              | トーションバー                     |
| 乗員数   | 3名                                       | 3名                                       | 3名                                                         | 3名                                |
| 装填方式 | 自動                                      | 自動                                      | 自動                                                        | 自動                               |

|          | T-72                                | T-64                                                       | T-62                                | T-55                                | T-54                                |
| -------- | ----------------------------------- | ---------------------------------------------------------- | ----------------------------------- | ----------------------------------- | ----------------------------------- |
| 画像     |                                     |                                                            |                                     |                                     |                                     |
| 世代     | 第2.5世代 （B型以降第3世代）        | 第2.5世代                                                  | 第2世代                             | 第1世代                             | 第1世代                             |
| 全長     | 9.53 m                              | 9.2 m                                                      | 9.3 m                               | 9.2 m                               | 9 m                                 |
| 全幅     | 3.59 m                              | 3.4 m                                                      | 3.52 m                              | 3.27 m                              | 3.27 m                              |
| 全高     | 2.19 m                              | 2.2 m                                                      | 2.4 m                               | 2.35 m                              | 2.4 m                               |
| 重量     | 41.5 t                              | 36～42 t                                                   | 41.5 t                              | 36 t                                | 35.5 t                              |
| 主砲     | 2A46M/2A46M-5 51口径125mm滑腔砲     | 2A21 55口径115mm滑腔砲 2A46M 51口径125mm滑腔砲 （A型以降） | U-5TS（2A20） 55口径115mm滑腔砲     | D-10T 56口径100mmライフル砲         | D-10T 56口径100mmライフル砲         |
| 装甲     | 複合 （B型以降爆発反応装甲追加）    | 通常                                                       | 通常                                | 通常                                | 通常                                |
| エンジン | 液冷4ストローク V型12気筒ディーゼル | 液冷2ストローク 対向ピストン5気筒ディーゼル                | 液冷4ストローク V型12気筒ディーゼル | 液冷4ストローク V型12気筒ディーゼル | 液冷4ストローク V型12気筒ディーゼル |
| 最大出力 | 780 - 1,130 hp/2,000 rpm            | 700 hp/2,000 rpm                                           | 580 hp/2,000 rpm                    | 580 hp/2,000 rpm                    | 520 hp/2,000 rpm                    |
| 最高速度 | 60 km/h                             | 65 km/h                                                    | 50 km/h                             | 50 km/h                             | 50 km/h                             |
| 懸架方式 | トーションバー                      | トーションバー                                             | トーションバー                      | トーションバー                      | トーションバー                      |
| 乗員数   | 3名                                 | 3名                                                        | 4名                                 | 4名                                 | 4名                                 |
| 装填方式 | 自動                                | 自動                                                       | 手動                                | 手動                                | 手動                                |

## 運用と戦歴
高度な機構を搭載したT-80はソ連製戦車としては極めて高価で、量産効果でコストが下がったT-80BでもT-64Bの2倍という価格だった。したがって本車の配備先はワルシャワ条約機構加盟国に駐留する部隊や西部の軍管区の部隊など、NATOと対峙する精鋭部隊に限定された。中でも最前線の一つである東ドイツに駐留していたドイツ駐留ソ連軍に集中的に配備されており、生産数のおよそ半数が割り当てられていた。

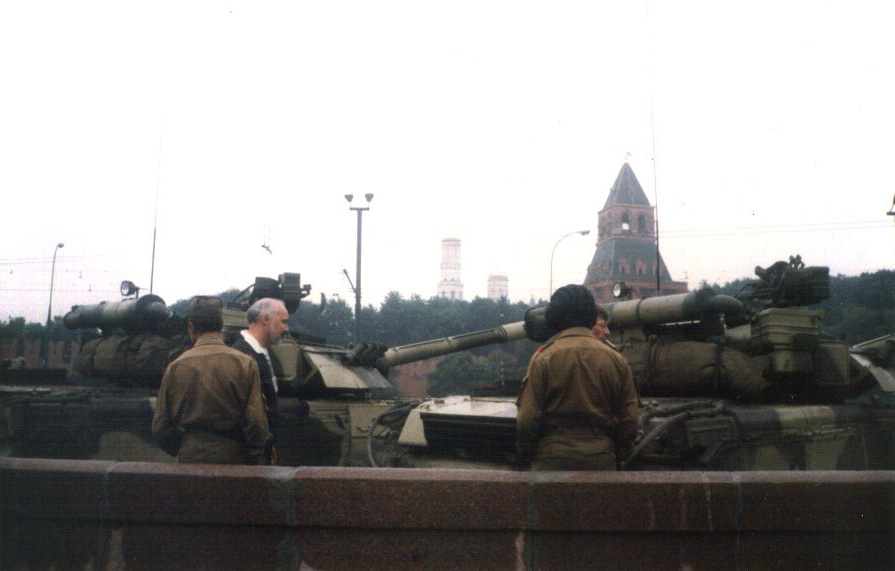
1991年8月のソ連クーデター未遂事件の際、モスクワの赤の広場に駐留する2輌のT-80UD

配備開始直後の1979年からはアフガニスタン紛争が始まったが、T-80は投入されず実戦機会はなかった。同じく投入されなかったT-72は輸出型が中東などで盛んに実戦投入されたが、T-80は輸出も供与もなされなかったため、ソ連崩壊まで全く実戦を経験しなかった。1991年のソ連8月クーデターの際に出動したのが、唯一の活動であった。
ソ連崩壊後、ソ連軍の装備は独立した構成共和国の軍に引き継がれたが、T-80は西部の軍にのみ配備されていたため、まとまった台数を引き継いだ軍もロシア連邦軍、ウクライナ軍、ベラルーシ軍に限定された。
最初の「実戦」はロシアで1993年10月に発生したモスクワ騒乱事件での出動である。反エリツィン派（議会派）が立てこもるロシア最高会議ビルに対して6両のT-80UDが砲撃を加え、反エリツィン派を殺害、制圧した。
実際の戦闘という意味での実戦投入は1994年の第一次チェチェン紛争が最初である。約150両が投入されたが、主砲の俯仰角が小さい本車には不向きな市街戦・ゲリラ戦が多く、特に激しい市街戦となったグロズヌイの戦いにおいて多数が撃破された。その後財政危機による影響でロシア軍の財政状況が厳しくなったことで、大半の車両がコストパフォーマンスに優れるT-72やT-90Aに置き換わる形でモスボール保管されるようになった。
2013年、ロシア軍が北極圏での軍事力強化を打ち出したことで、シベリアなどの寒冷地隊の戦車部隊を中心にT-72からT-80BVへの再転換が進められ、2021年には北方領土や千島列島に配置されているT-72の後継として、T-80BVが配置されることが報道されている。
ソ連崩壊以降は外貨獲得のためにT-80も輸出されるようになり、ロシアやウクライナからいくつかの国に対して輸出されている。T-80Uは経済協力借款の償還として大韓民国に約30輌、中華人民共和国 には約50輌が送られた他、キプロスにも輸出された。
ロシアに次いで多くのT-80を引き継いだウクライナでは、ロシアと同じく財政状況が厳しいことから全車両が退役しモスボール保管されていたが、2014年の東部紛争を受けて現役復帰した。主にウクライナ空中機動軍とウクライナ海軍歩兵の戦車部隊に配備されている。

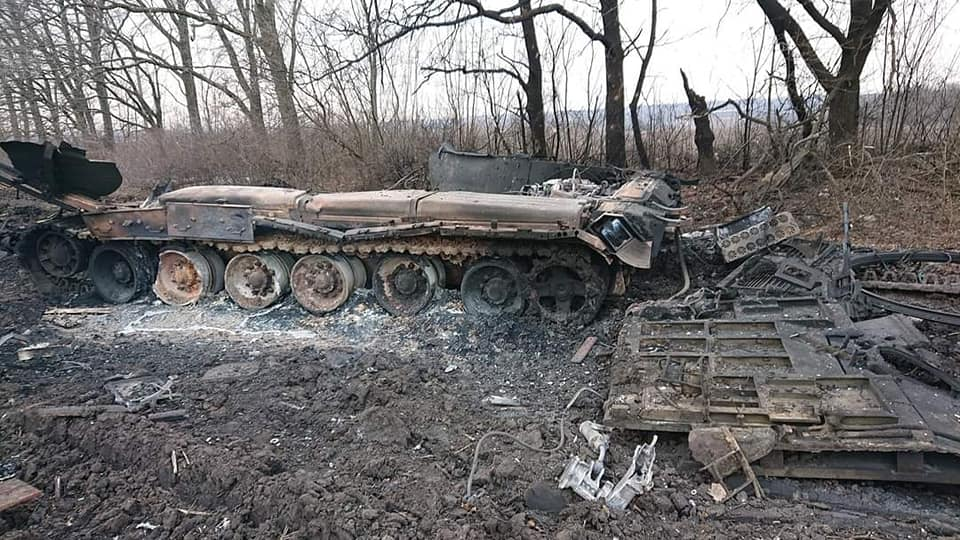

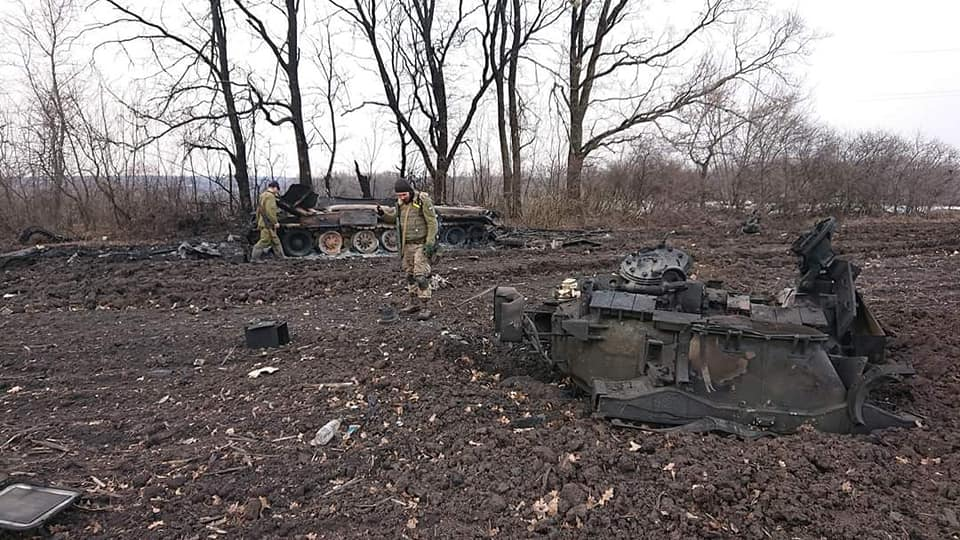

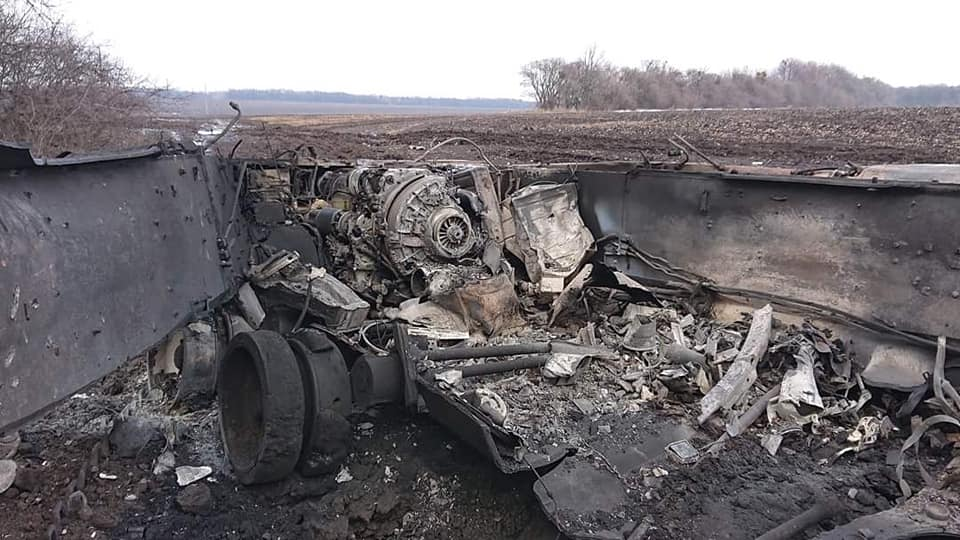
NLAWで破壊されたロシア軍のT-80（モデル不明）

2022年、ロシアのウクライナ侵攻に際して、ロシア陸軍はT-80BV、T-80U、T-80BVM、T-80UE-1などを多数投入し、対抗するウクライナ空中機動軍や海兵隊もT-80BVを投入しており、ロシア・ウクライナ軍双方ともに撃破または鹵獲されている。またウクライナ陸軍では鹵獲した本車に再整備を行ったうえで、自軍装備に組み込んでいる。ウクライナ軍との前線で酷使されたことから、2023年後半の時点でロシア国内に配備されていたT-80Uの半数以上が破壊、喪失したものと見られている。
2024年、ロシア軍が運用する3両のT-80BVがウクライナ軍、第53機械化旅団が運用する1両のレオパルド2A6に撃破された。

## バリエーション

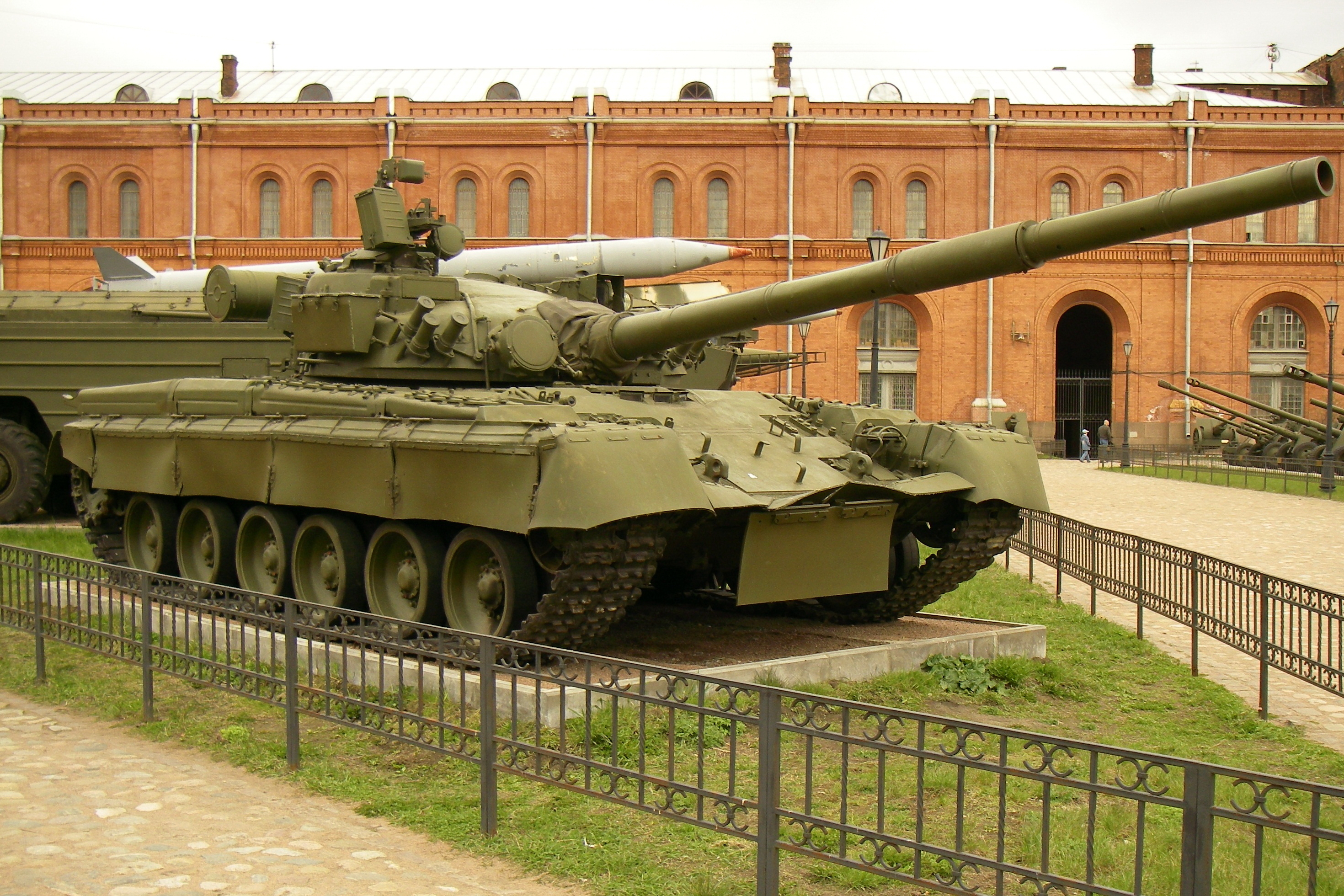
サンクトペテルブルクで展示されるT-80B

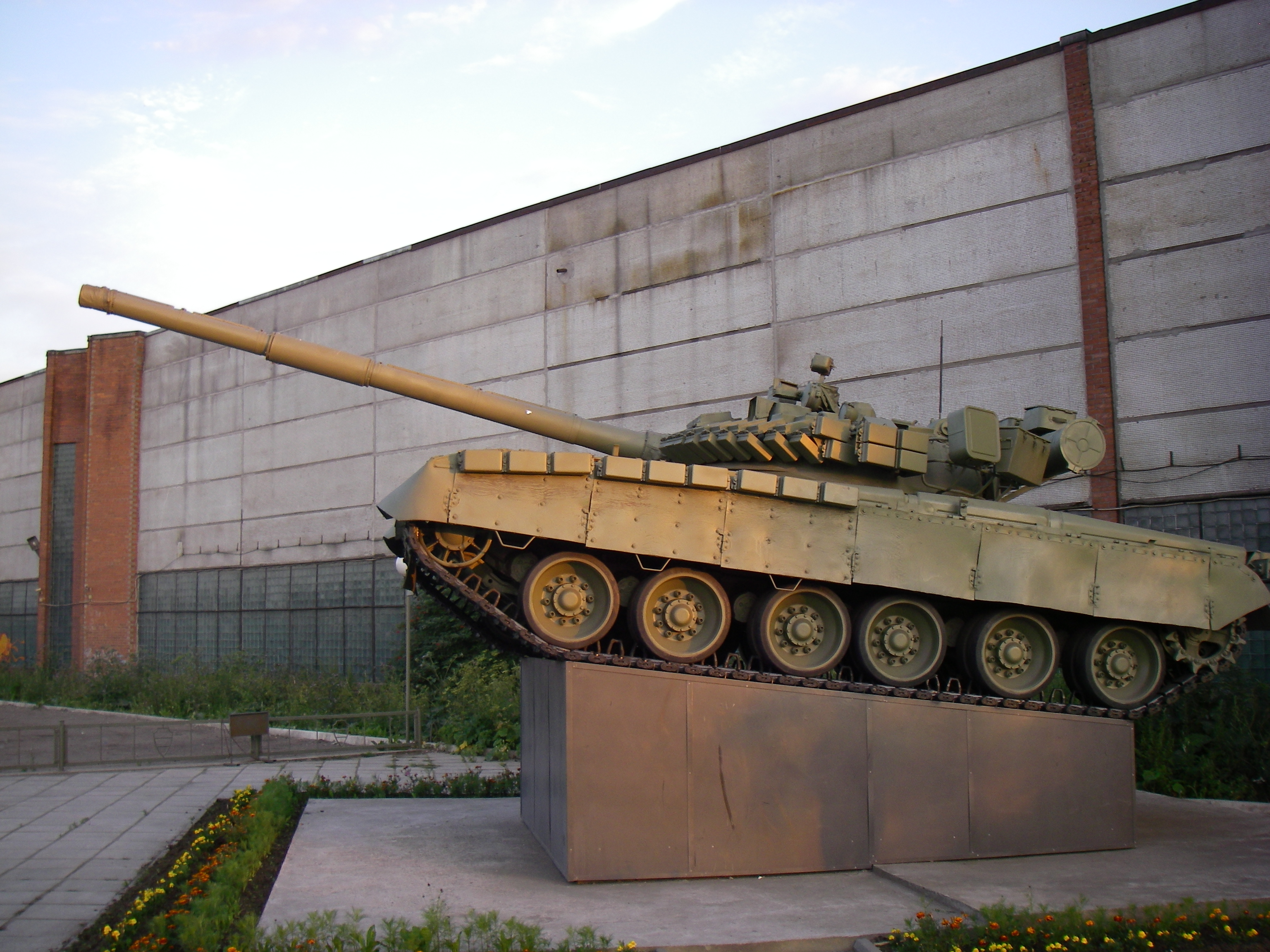
サンクトペテルブルクで展示されるT-80BV

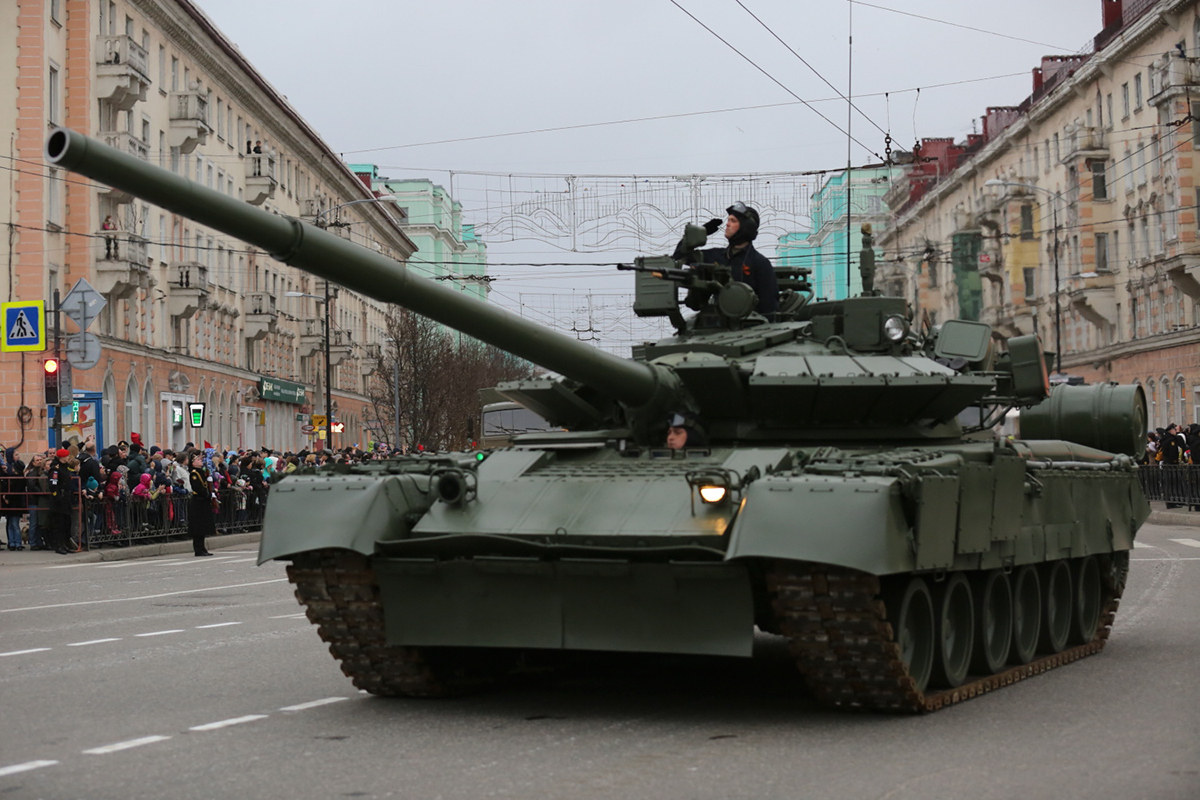
ムルマンスク市内を走行するT-80BVM(2018年)

オブイェークト219 SP1
Объект 219 сп 1
レニングラード・キーロフ工場で開発された、T-64Aを改修した試作車。
T-80
Т-80
オブイェークト219 SP2（Объект 219 сп 2）と呼ばれた最初の量産型。1,000馬力のGTD-1000タービンエンジンを搭載した。100両程度が生産された。
T-80A
Т-80А
オブイェークト219A（Объект 219А）と呼ばれた。T-80の最初の改修型だったがごく少数のみで量産は中止し、その設計はT-80U（オブイェークト219AS）へと引き継がれた。
T-80B

Т-80Б
オブイェークト219Rと呼ばれた。主に量産された型で、新型の1A33射撃管制装置を搭載し、9K112 コブラ対戦車ミサイルを運用できた。装甲も、T-72Aに準じた複合装甲となり、砲塔部分はほぼ共通の設計である。
T-80BK
Т-80БК
オブイェークト630と呼ばれた。T-80Bの指揮戦車型。ナビゲーションシステムと無線装置を装備した。

T-80BV

Т-80БВ
オブイェークト219RVと呼ばれた。T-80Bにコンタークト1爆発反応装甲を装備した。また車体正面の装甲を多層化し、9M119 レフレークス対戦車ミサイルに対応するなどの改良が加えられている。

T-80BVM

Т-80БКМ
2016年にロシアで発表されたT-80BVの近代化改修型。主砲を「スヴィネッツ-1/2」APFSDS弾に対応した2A46M-4に更新し、FCSをソスナUに換装、レリークトERAの装着、GTD-1250(1,250馬力)ガスタービンエンジンの換装などが行われている。2019年に第200自動車化狙撃旅団への配備が開始され、当初は北極圏の部隊を中心に配備が進められてきたが、2021年からは北極圏以外の部隊へも配備されており、配備数は2021年時点で150～200両前後とされている。

T-80U
Т-80У

オブイェークト219ASと呼ばれた。T-80U1985年型。9M119 レフレークス対戦車ミサイルを運用でき、砲塔を刷新した。装甲は、新型のコンタークト5爆発反応装甲となった。エンジンは1,250馬力のGTD-1250が搭載され、新しいナビゲーションシステムが搭載された。
T-80UE-1
T-80УЕ-1
T-80BVをT-80U相当にアップグレードした改修型。T-80UDの砲塔と武器システムを移植し、エンジンもGTD-1250に換装した。

## 派生型
2S19 ムスターS
2С19 МСТА-С

ロシア連邦で開発された自走榴弾砲。T-80の走行システムにT-72のV-84Aディーゼルエンジンを組み合わせている。
T-90
Т-90

T-72にT-80U/UDの技術を組み合わせた車両。

## 運用国

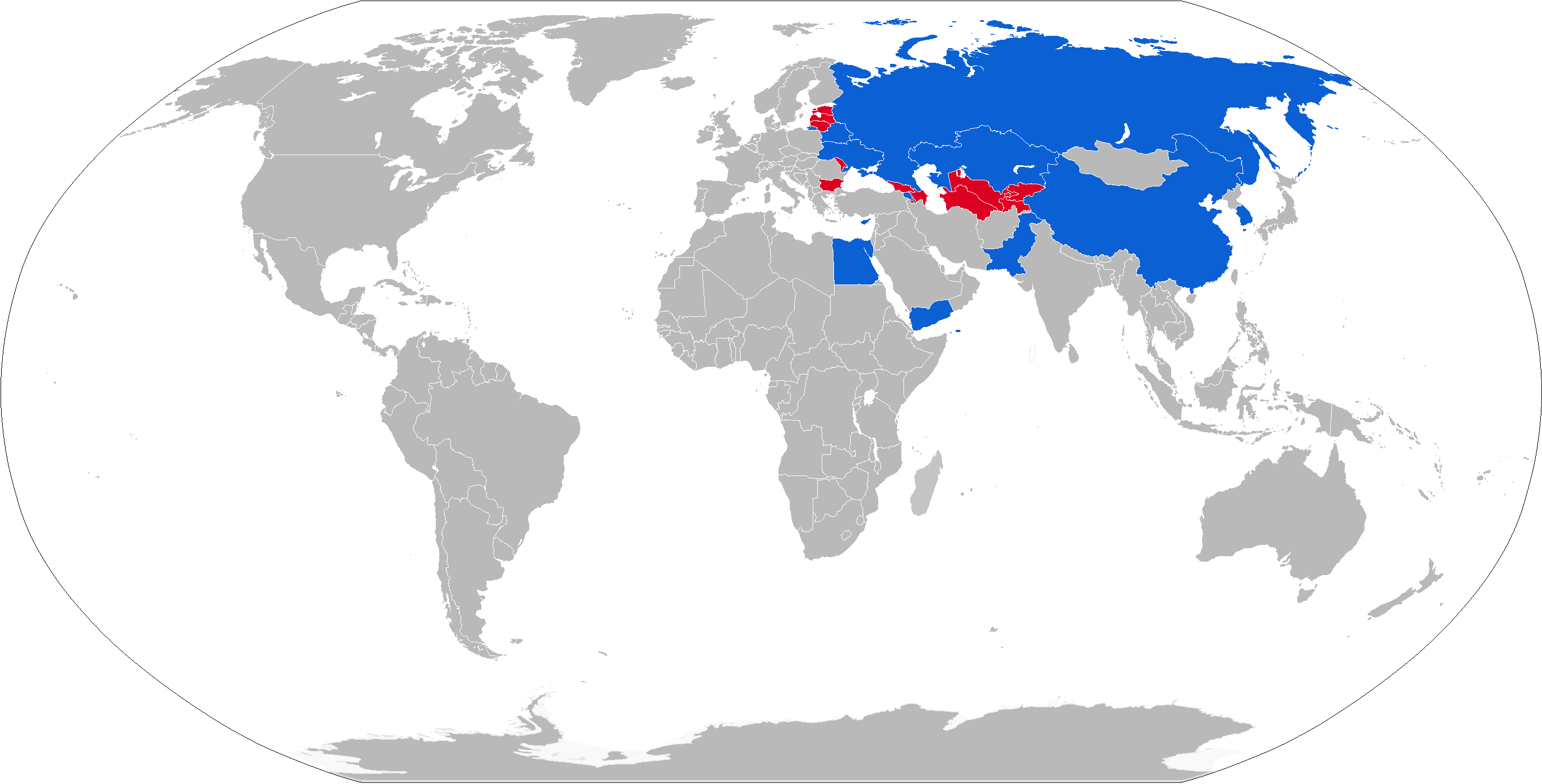
青色：現用国
赤色：退役済み

### 現在の使用国
- ロシア
- ベラルーシ
- ウクライナ
- アルメニア
- アラブ首長国連邦
- カザフスタン
- イエメン
- エジプト
- 韓国
- キプロス
- パキスタン
- 中国

### 退役国
- アゼルバイジャン
- ブルガリア
- ジョージア
- ウズベキスタン
- キルギス
- エストニア
- ラトビア
- リトアニア
- タジキスタン
- ウズベキスタン
- トルクメニスタン
- モルドバ

## 登場作品

### 映画
『ガーディアンズ』
ロシア陸軍のT-80が登場。冒頭、暴走する機動戦闘ユニットに撃破されるほか、クラコフによって陸軍基地から強奪されたT-80がモスクワ攻撃やモスクワ・シティの改造に用いられる。

### アニメ映画
『ヱヴァンゲリヲン新劇場版:破』
架空の派生型「T-80UN」が登場。NERV ベタニアベースにて封印を解かれた第3の使徒を迎撃する。

### 漫画
『独立戦車隊』
プロローグ「TANKS」のチェチェン紛争のシーンに爆発反応装甲を取り付けた車両が登場し、前後からRPG-7の攻撃を受ける。

### ゲーム
『Operation Flashpoint: Cold War Crisis』
ソ連軍陣営で使用可能な戦車として登場する。レジスタンス陣営でも鹵獲した車両を使用可能。
『エースコンバット5』
ユークトバニア陸軍が使用。
『凱歌の号砲 エアランドフォース』
日本を占拠したロシア軍の車両として登場。プレイヤーも購入して使用できる。
『大戦略シリーズ』
主にロシアもしくはR国の装備として登場する。ミサイルも撃てる。
『マーセナリーズ』
中国人民解放軍が使用。
『WarThunder』
ソ連陸軍ツリーのランクVIにT-80B、ランクVIIにT-80UとT-80BVMが登場する。さらにイベント車両でアクティブ防御を搭載したT-80UM2が登場して部隊兵器としてT-80UKが登場する。

### 小説
『征途』
レイテ沖海戦での日本海軍の勝利をきっかけに日本が南北に分断された世界において、T-80そのものは登場しないが、日本民主主義人民共和国（北日本）人民赤軍の主力戦車としてT-80をベースに北日本が独自の改造を加えた「82式中戦車改二型（T82J2）」が登場。
日本やアメリカからの部品密輸によって開発したレーザー測距システムの搭載や、主砲発射式対戦車ミサイルの未装備などの改良が施されており、1992年時点では赤衛戦車師団を中心に配備が行われている。
『要塞シリーズ』
第一作「ニセコ要塞1986」及び第二作「十和田要塞1991」にて、T-72と共にスミノフ軍の戦車として登場。

## モデルキット
1/35スケール
ズヴェズダ
- T-80BV
- T-80UD

スキフ
- T-80UD

XACT
- T-80U

1/72スケール
レベル
- T-80
- T-80BV